# Bonifacy VI
Bonifacy VI (łac. Bonifacius VI; ur. w Rzymie, zm. 26 kwietnia 896) – papież w okresie od 11 kwietnia do 26 kwietnia 896.

## Życiorys
Był Rzymianinem, synem biskupa Hadriana. Zanim został powołany na Stolicę Piotrową był dwukrotnie suspendowany przez Jana VIII za niemoralność. Na papieża został wybrany natychmiast po śmierci Formozusa, a elekcję wymusił wzburzony i uzbrojony lud rzymski, demonstrując niechęć wobec nieobecnego cesarza Arnulfa i jego namiestnika Farolda. Papież zmarł na podagrę dwa tygodnie po elekcji, a pochowano go w portyku bazyliki św. Piotra.